# 一宮工務店
株式会社一宮工務店（いちみやこうむてん）は、愛媛県新居浜市に本社を置く建設会社。一宮運輸や日泉化学などで構成される一宮グループの企業の1つである。

## 主要事業
- 土木建築事業
- エンジニアリング事業
- 住宅建築事業

## 事業所
- 白滝本店 - 愛媛県大洲市白滝甲301
- 本部･新居浜支店 - 愛媛県新居浜市西原町2丁目4-34 一宮センタービル3階
- エンジニアリング本部 - 愛媛県新居浜市多喜浜3丁目5-70
- 住宅事業部 - 愛媛県東温市田窪1935-1
- 松山支店 - 愛媛県松山市松前町2丁目2-5
- 大阪営業所 - 大阪府東大阪市池島町8丁目1-45（一宮運輸 関西支社内）
- 千葉営業所 - 千葉県市原市姉崎海岸126（一宮運輸 関東支社内）
- 宇和島営業所 - 愛媛県宇和島市丸之内5丁目8-8 新寺田ビル3F

## 沿革
- 1942年 - 一宮亀久雄が山林開発に着手。関東興業社設立。
- 1943年 - 関東興業社、白滝工場を設置。
- 1945年 - 関東興業社、白滝興業社と改称。
- 1947年 - 一宮工務店と改称。社章を制定。
- 1948年 - 新居浜出張所を開設。
- 1949年 - 建設大臣登録(イ)第312号。
- 1954年 - 松山出張所を開設。
- 1956年 - 大阪出張所を開設。一級建築設計事務所を開設。
- 1957年 - 樹脂部門を分離独立させ、新会社として発足（現:日泉化学株式会社）。
- 1961年 - 運輸部門を分離独立させ、新会社として発足（現:一宮運輸株式会社）。
- 1965年 - 千葉出張所、東京事務所を開設し住友千葉化学工業株式会社はじめ関連企業の出入業者となる。
- 1972年 - 「株式会社一宮工務店」設立。
- 1996年 - 一宮センタービル新居浜が完成。
- 2007年 - 青木工業株式会社を吸収合併。
- 2014年 - 愛媛県東温市田窪に住宅事業部を移転。

## 施工実績
- あかがねミュージアム（愛媛県新居浜市）
- 伊予商運 本社（愛媛県伊予郡松前町）
- スーパーホテル三原駅前（広島県三原市）
- 宝荘ホテル 道後御湯（愛媛県松山市）
- ちぬやホールディングス 四国工場（愛媛県西予市）
- 新居浜市防災センター（愛媛県新居浜市）
- 日泉化学 埼玉本庄工場(埼玉県本庄市)
- プライムデリカ 新居浜工場（愛媛県新居浜市）
- リビンズカタヤマ 今治店（愛媛県今治市）

## 関連会社
- 一宮グループ
- 日泉化学
- 一宮運輸